# Eitzing
Eitzing è un comune austriaco di 769 abitanti nel distretto di Ried im Innkreis, in Alta Austria.